# Musée de la lithographie de Houplines
Le musée de la lithographie est un ancien musée situé à Houplines. Il a été fermé en janvier 2012.

## Histoire
Ouvert en 2002 par l'artiste lithographe Paule Claeyssens, le musée est installé sur une surface de 260 m2 au demi sous-sol de l'ancienne brasserie rénovée Roussel. En raison de problèmes d'infiltration, le musée a dû être fermé en janvier 2012.

## Collections
Des œuvres des artistes suivant sont présentées:
Honoré Daumier
Grigory Gluckmann (1898-1973)
Charles Vernier
Jacques Villon
Michel-Henri Aubert
Jean-Marc Gayraud
Georges Laporte
Henry Laurens (1885-1954)
Anne-Sophie Masse
Patrick Dupretz